# 倫氏甲鯰
倫氏甲鯰，為輻鰭魚綱鯰形目甲鯰科的其中一種，為熱帶淡水魚，分布於南美洲巴西及委內瑞拉黑河流域，體長可達13.8公分，棲息在底層水域，生活習性不明。

## 扩展阅读
維基物種上的相關：倫氏甲鯰